# Odbojka na pijesku
Odbojka na pijesku je loptački šport koji je nastao kao inačica dvoranske odbojke. Kao mjesto igre koriste se uglavnom pješčane plaže na kojima je šport i nastao. Iako je nastala kao oblik zabave, postupno je prerasla u natjecateljski šport, te je od 1996. godine u programu Ljetnih olimpijskih igara.

## Povijest
Početci odbojke na pijesku sežu do kraja devetnaestoga stoljeća, točnije, 1985. godine kada odbojku (koja je temelj odbojke na pijesku) kao igru osmišljava Amerikanac William G. Morgan, voditelj Kršćanske zajednice mladih ljudi (Y.M.C.A.) iz Holyoke-a, koji je ujedinio elemente košarke, baseballa, tenisa i rukometa kako bi osmislio igru za poslovne ljude koji su htjeli neku novu igru s manje tjelesnoga kontakta od košarke. Nakon SAD-a, odbojka se širi u Kanadu (1900.), Kubu (1906.), Japan (1908.), Kinu (1911.), Francusku (1915.), i to za vrijeme Prvoga svjetskog rata na plažama Normandije i Bretagne. Kolijevka odbojke na pijesku vrlo vjerojatno su Hawaii (1915.), kasnije se razvija i u Italiji, Rusiji, i Indiji (1917.) te ostatku Europe (1918.). Iako su postojale glasine o odbojci na pijesku na Havajima, prvi tereni odbojke na pijesku, i pravom kolijevkom odbojke na pijesku smatra se Santa Monica u Kaliforniji. Tada se igralo „šest na šest“. 1930. godine odigrana je prva utakmica „dva na dva“ u Santa Monici, a prvi službeni turnir 1947. godine u State Beachu u Kaliforniji, a nagrada je bila Pepsijev paket pića. Popularnost je odbojke na pijesku rasla, širila se na razne lokacije po kalifornijskim plažama, i s vremenom je postala zabavni show u koji su se uključivala i natjecanja ljepote. 1950. godine održan je prvi turnir u Brazilu. Prvo svjetsko prvenstvo održalo se 1976. godine na plaži Pacific Palisades. Od tada odbojka na pijesku doživljava vrtoglavi razvoj i profesionalizaciju. Usporedno s popularnošću raste i nagradni fond turnira, pa je odbojka na pijesku osamdesetih godina 20. st. bila sport s najvećim porastom nagradnoga fonda u svijetu. Krajem osamdesetih prosječni nagradni fond turnira u SAD-u iznosio je oko 50000 američkih dolara. 1992. godine odbojka na pijesku uključuje se kao pokazni sport na Olimpijskim igrama u Barceloni, a četiri godine kasnije u Atlanti uvrštena je u službeni program, i od tada je jedan od posjećenijih športova na ljedećim održavanim Olimpijskim igrama.

### Povijest odbojke na pijesku u Hrvatskoj
Prvi turniri u Hrvatskoj počeli su se održavati 1992. godine. 1993. godine održani su turniri u Umagu i Poreču. Prvi službeni turnir u Hrvatskoj u odbojci na pijesku održao se 12. kolovoza 1994. na plaži u Katoru (Umag). Ujedno je bio i (prvo) otvoreno prvenstvo Hrvatske. 1995. godine održano je osam turnira koji su se bodovali za prvaka, pod nazivom Pojedinačno prvenstvo Hrvatske u odbojci na pijesku. 1996. godine u Splitu je organiziran prvi Kup Hrvatske u odbojci na pijesku (za klubove). 1997. godine u Zagrebu na Jarunu izgrađen je prvi Centar odbojke na pijesku u Hrvatskoj. 2005. godine pokrenuto je Klupsko prvenstvo Hrvatske u odbojci na pijesku: „Hrvatska jedna od rijetkih zemalja u kojoj postoje klubovi odbojke na pijesku, a možda i jedina u kojoj se igra klupsko prvenstvo. Naime, u svijetu nije uobičajena praksa klupskog organiziranja natjecanja, već se turniri uglavnom organiziraju kao pojedinačni, na kojima svi igrači imaju pravo nastupa bez obzira jesu li članovi klubova ili ne.” ). „Od 2004. do 2008. godine, Zagreb je bio jedna od stanica svjetske lige, odnosno domaćin najboljim igračima na svijetu. Dugi niz godina VIP kao glavni sponzor organizirao je seriju turnira pod nazivom VIP TOUR, i ti dani se smatraju zlatnim u povijesti odbojke na pijesku u Hrvatskoj, što zbog broja igrača i igračica, a što zbog cjelokupnog interesa javnosti za taj sport.”
„Jedna od prepreka razvoja odbojke na pijesku u Hrvatskoj je što športski objekti s pješčanim terenima su ili u vlasništvu gradova predani na upravljanje klubovima ili u privatnim vlasništvima koji formiranjem cijena i interesa često nisu dostupni svim klubovima. Problem također predstavlja i prilagođenost športskih objekata u odnosu na potrebe igrača (svlačionica, sanitarije i sl.) pa bilo koji oblik neobveznog igranja i treniranja na pijesku u sadašnjim uvjetima ne potiče ni igrače ni rekreativce.” 
Odbojka na pijesku kao profesionalni šport u Hrvatskoj za sada ne postoji. Rasprostranjenost se temelji uglavnom na amaterskim igračima, te poluprofesionalnim klubovima koji djeluju uglavnom tijekom ljeta jer su tada najpovoljniji uvjeti za igru. Primjetno veća koncentracija klubova je u Istri i Dalmaciji, što je posljedica dijelom povoljnijih klimatskih uvjeta, a dijelom turističke ponude u kojoj se u sve većoj mjeri nastoji privući turiste kroz športsko-rekreacijske aktivnosti što za posljedicu ima sve veći broj pješčanih terena. Odbojka na pijesku u Hrvatskoj iz godine u godinu postaje sve popularnija među mladima koji se često samoinicijativno upuštaju u izgradnju terena, zbog gore navedenih razloga, kako bi stvorili uvjete bilo za ljetnu zabavu i druženja ili treninge, što zapravo znači da se odbojka na pijesku u Hrvatskoj uglavnom razvija divlje i spontano, a manje planski. Također, nedovoljna financijska, organizacijska i kadrovska podrška nadležnih institucija rezultirala je većom pojavom amaterskih turnira nižega ranga.
Od 2001., desetak godina na jadranskoj obali održavala se serija otvorenih turnira odbojke na pijesku pod nazivom „Adria Super Cup”.
„Nakon odlaska VIP TOUR-a u Hrvatskoj interes za odbojkom na pijesku lagano pada, no ipak se održavaju turniri svjetskog i europskog ranga u mlađim dobnim kategorijama, kao i poneki seniorski turnir europskog ranga. Interes ponovno raste 2015. godine kada svjetska liga ponovno dolazi u Hrvatsku, konkretno u Poreč, i svrstava turnir u Poreču u najjače turnire na svijetu.”
Svjetska serija u odbojci na pijesku najviše je rangirano natjecanje u odbojci na pijesku ikad održano u Hrvatskoj. Održana su po četiri izdanja u Zagrebu i u Poreču (tri puta kao natjecanje s pet, a jednom s jednom zvjezdicom).  
Europski kontinetski kup (CEV Continetal Cup), jedan iz serije kvalifikacijskih turnira za Olimpijske igre, održan je 2014. i 2019. u Umagu. CEV Beach Volley Nations Cup održan je 2024. u Bibinju.
Održani su challengeri Europske serije (VIP European Open Zagreb) u trima navratima i challenger Svjetske serije (VIP FIVB Challenger Rab) 2004. godine.
2016. održan je prvi put u Hrvatskoj Srednjoeuropski (MEVZA) turnir odbojke na pijesku, Ičići MEVZA Challenge. Rezultati ostvareni na tom turniru bodovali su se za svjetsku ljestvicu.
U veljači 2023. u Beču za muškarce i ožujku 2023. u Ljubljani za žene, pod okriljem MEVZA-e, održana su prva međunarodna klupska natjecanja u odbojci na pijesku. Hrvatsku su predstavljali KOP Opatija u muškoj i KOP Siget u ženskoj konkurenciji.
KOP Tur organizira mnoštvo tematskih turnira.
Srednjoeuropsko (MEVZA) prvenstvo u odbojci na pijesku održano je 2025. u Bibinju.

## Pravila igre
Većina pravila igre preuzeta su iz standardne odbojke, a dvije ključne razlike su vrsta terena (pijesak umjesto tvrdog parketa ili betona) te momčad koja se sastoji od dva igrača sa svake strane (a ne od 6 kao što je to slučaj u standardnoj odbojci). Evo ostalih glavnih razlika u pravilima odbojke na pijesku i dvoranske odbojke:
- teren je veličine 8x8 metara, a ne 9x9 m kao kod dvoranske varijante
- nije dozvoljeno igranje prstima iznad glave prilikom prijema servisa ili napada. Iznimno se dozvoljava igranje prstima iznad glave prilikom prijema smeča i to ako je putanja lopte iznad visine ramena igrača koji brani napad
- standard za suđenje tzv. duple lopte prilikom igranja prstima iznad glave je znatno stroži
- dodir bloka se uvijek broji kao prvi kontakt
- zabranjen je mekan dodir prilikom kojeg igrač koristi vrške prstiju da odredi smjer lopte prema protivnikovom polju, već je za napad dozvoljen samo čvrsti udarac (smeč)
- nešto blaži kriteriji vezani za prijam servisa

Karakteristično je i korištenje signala rukama kojima igrač pokazuje svom suigraču koji potez planira izvesti. Ti se signali izvode rukom iza leđa, što onemogućava protivnika da signal primijeti i prepozna. Uobičajeni signali su stisnuta šaka koja signalizira da igrač neće pokušati blok, jedan ispružen prsti koji javlja da će igrač blokom štititi moguć napad paralelom, te dva prsta koja signaliziraju pokušaj blokiranja dijagonale.

## Oprema
U slobodnoj varijanti sve što treba je odgovarajući ravni prostor na pješčanoj plaži ili terenu, odbojkaška lopta i mreža. Kako je riječ o športu koji je najčešće vezan uz plaže, natjecatelju su su skladu s tim uvijek bosi i često odjeveni u kupaće kostime, te dok će djevojke odabrati dvodijelni sportski kupaći kostim, muški često koriste nešto šire kupaće gaćice i majice bez rukava. Zbog sunca neizbježni detalj su i sunčane naočale ili kape sa šiltom.

## Popis dugovječnih i značajnih turnira u odbojci na pijesku u Hrvatskoj
|      | mješovite ekipe (obavezno ili opcionalno) |                             |
|      | u zatvorenom ili natkriven teren          |                             |
| TONP | turnir u odbojci na pijesku               | turnir u odbojci na pijesku |

| Turniri s barem 10 izdanja ili 1. turniri svoje vrste u Hrvatskoj ili po nečemu drugome značajni turniri | Turniri s barem 10 izdanja ili 1. turniri svoje vrste u Hrvatskoj ili po nečemu drugome značajni turniri                  | Turniri s barem 10 izdanja ili 1. turniri svoje vrste u Hrvatskoj ili po nečemu drugome značajni turniri | Turniri s barem 10 izdanja ili 1. turniri svoje vrste u Hrvatskoj ili po nečemu drugome značajni turniri | Turniri s barem 10 izdanja ili 1. turniri svoje vrste u Hrvatskoj ili po nečemu drugome značajni turniri | Turniri s barem 10 izdanja ili 1. turniri svoje vrste u Hrvatskoj ili po nečemu drugome značajni turniri | Turniri s barem 10 izdanja ili 1. turniri svoje vrste u Hrvatskoj ili po nečemu drugome značajni turniri |
| Vrsta 2×2/3×3/4×4                                                                                        | Naziv turnira | Mjesto                                                                                                   | Prvo izdanje                                                                                             | Zadnje izdanje                                                                                           | Bilješke | Izvor |
| --- | --- | --- | --- | --- | --- | --- |
| 2x2 | Adria Super Cup | više | 2001. | barem 2010.                                                                                              | serija turnira koja završava Mastersom; | |
| 3x3 | Dobrava Open | Donja Dubrava                                                                                            | 2014. | igra se                                                                                                  | | [ 23 ]                                                                                                   |
| 2x2 | Đakovolley | Đakovo                                                                                                   | | igra se                                                                                                  | | |
| 2x2 | Filipjakov Open | Sveti Filip i Jakov                                                                                      | 2001. | igra se                                                                                                  | | [ 24 ] [ 25 ]                                                                                            |
| 2x2 | Gorica Open | Velika Gorica                                                                                            | 2016. | igra se                                                                                                  | počeo kao turnir mješovitih trojki; | [ 26 ] [ 27 ]                                                                                            |
| 2x2 | Ičići Masters / Ičići Open                                                                                                | Ičići | 2014. | igra se                                                                                                  | | [ 28 ] [ 29 ] [ 30 ]                                                                                     |
| 2x2 | Ičići MEVZA Challenge | Ičići | 2016. | igra se                                                                                                  | | [ 31 ] [ 32 ]                                                                                            |
| 2x2 | King of the Beach | Vrapče                                                                                                   | ? | ? | premijerni tip natjecanja u Hrvatskoj - SIDE OUT: Igru započinje ukupno 5 parova, 2 u terenu, ostali čekaju red pored terena. Postoje dvije strane terena – „King side“ - strana na kojoj se osvajaju poeni i „Challengers side“ - strana sa koje se servira. Svaki poen započinje servisom para koji se nalazi na izazivačkoj strani. Svaki par slobodan je odabrati koji igrač servira. Ako par na izazivačkoj strani osvoji izmjenu, prelazi na „King side“ stranu, a drugi par napušta teren i mora čekati svoj red da ponovo servira na strani izazivača. Ako par na „King side“ strani osvoji izmjenu, ostaje i dalje na istoj strani te mu se dodjeljuje 1 poen. Parovi mogu osvajati poene isključivo na „King side“ strani. Kada par na izazivačkoj strani promaši servis ispada iz igre i ide na kraj reda – tek tri uzastopna promašena servisa donose poen paru na „King side“ strani. Tijekom odigravanja izmjene primjenjuju se standardna FIVB pravila odbojke na pijesku. Ako se dogodi da dva para imaju isti broj poena na kraju jedne runde, odigrava se još jedan poen između ta dva para - servis se određuje ždrijebom - pobjednik ide dalje. Sljedeća runda započinje pozicijama na temelju ostvarenih rezultata u prethodnoj rundi: broj 1 započinje na „King side“ strani, broj 2 na izazivačkoj, pozicija drugog serviranja broj 3 itd. Ekipa sa najmanje bodova nakon svake runde ispada. U finalnoj rundi u kojoj sudjeluju tri para. Nema time-outa i odmora. Igra se na vrijeme (svaka runda traje 15 minuta). Kraj svake runde signalizira zvučni signal. | [ 33 ]                                                                                                   |
| 2x2 | Kolo sreće | Velika Gorica & Zagreb                                                                                   | | igra se                                                                                                  | specifičan format turnira: turnir mješovitih parova, ali na koji se igrač/ica prijavljuje solo - žene biraju partnere izvlačeći ih iz šešira, dok muškarci izvlače brojeve nositelja; | [ 34 ] [ 35 ]                                                                                            |
| 2x2 | Kolovare Open | Zadar | 2010. | ?? | izdanje 2010. uz Prvenstvo Hrvatske bio najjači turnir u Hrvatskoj; | [ 36 ] [ 37 ] [ 38 ]                                                                                     |
| | Konšćica Open | Konšćica                                                                                                 | 2011. | igra se                                                                                                  | | [ 39 ]                                                                                                   |
| 2x2 | Kotoriba Open | Kotoriba                                                                                                 | barem 2012.                                                                                              | ?? | | |
| 3x3 | Memorijalni TONP 'Katica Pavlić - Kajka'                                                                                  | Markovac Našički                                                                                         | 2014. | igra se                                                                                                  | | |
| 3x3 | Memorijalni TONP za Tomislava Sikirića Siku Memorijalni TONP 'Za Siku'                                                    | Bibinje                                                                                                  | 2011. | igra se                                                                                                  | | [ 40 ]                                                                                                   |
| 2x2 | Memorijalni TONP 'Žerek'                                                                                                  | Varaždin                                                                                                 | 2001. | igra se                                                                                                  | | [ 41 ]                                                                                                   |
| 2x2 | Mix dvojke Vrapče | Vrapče                                                                                                   | | igra se                                                                                                  | | [ 42 ]                                                                                                   |
| 3x3 | Mix trojke Vrapče | Vrapče                                                                                                   | barem 2015.                                                                                              | igra se                                                                                                  | | [ 43 ]                                                                                                   |
| 2x2 3x3                                                                                                  | Petrovo – Sven Vuić | Zagreb                                                                                                   | 2016. (2006.)                                                                                            | igra se                                                                                                  | 2016. po prvi puta se odbojkaški turnir održao na pješčanim terenima; | [ 44 ]                                                                                                   |
| 3x3 | ŠRC Sisak & Ožujsko Open                                                                                                  | Sisak | 2013. | igra se                                                                                                  | | [ 45 ]                                                                                                   |
| 3x3 | TONP Cirkovljan Open | Cirkovljan                                                                                               | | igra se                                                                                                  | | [ 46 ] [ 47 ]                                                                                            |
| 2x2 | TONP Čakovec Open | Čakovec                                                                                                  | | igra se                                                                                                  | | |
| 4x4 | TONP Družbinac | Družbinac                                                                                                | 2018. | igra se                                                                                                  | | [ 48 ]                                                                                                   |
| 6x6 | TONP Gmajna – Čalinec | Čalinec                                                                                                  | 2007. | igra se                                                                                                  | | [ 49 ] [ 50 ]                                                                                            |
| 3x3 | TONP Ivanec Memorijalni TONP u spomen na poginule branitelje grada Ivanca Romana Ribića i Željka Putara Grdaka (od 2016.) | Ivanec                                                                                                   | 2013. | igra se                                                                                                  | | [ 51 ] [ 52 ] [ 53 ]                                                                                     |
| 3x3 | TONP Peklenica | Peklenica                                                                                                | barem 2011.                                                                                              | igra se                                                                                                  | | [ 54 ]                                                                                                   |
| 3x3 | TONP Pješčana oluja | Pribislavac                                                                                              | 1999. | igra se                                                                                                  | | [ 55 ]                                                                                                   |
| 2x2 | TONP Sandstorm | Požega                                                                                                   | barem 2012.                                                                                              | igra se                                                                                                  | | |
| 2x2 | TONP Sisak Open | Sisak | 2013. | igra se                                                                                                  | | [ 56 ]                                                                                                   |
| 2x2 | TONP Split Open | Split | | igra se                                                                                                  | | [ 57 ]                                                                                                   |
| 2x2 | SportFest | više | 2006. | igra se                                                                                                  | Crikvenica, ...; | [ 58 ]                                                                                                   |
| 2x2 | TONP Zagreb Open | Zagreb                                                                                                   | | igra se                                                                                                  | | |
| 3x3 | Umag Open trojke | Umag | 2011. | igra se                                                                                                  | | [ 59 ]                                                                                                   |
| | | Slatina                                                                                                  | 2022. ??                                                                                                 | igra se                                                                                                  | | |
| 2x2 | Zaprešić Open | Zaprešić                                                                                                 | 2016. | igra se                                                                                                  | | [ 60 ]                                                                                                   |

## Vanjske poveznice
- BVBinfo, baza podataka